# Montlivaltiidae
Montlivaltiidae is een uitgestorven familie van neteldieren uit de klasse van de Anthozoa (bloemdieren).

## Geslacht
- Montlivaltia Lamouroux, 1821 †